# Júbilo, Memória, Noviciado da Paixão
Júbilo, memória, noviciado da paixão é um livro da poetisa Hilda Hilst lançado em 1974. Considerado o livro mais estudado da autora e aclamado pelo público e crítica, foi o livro mais vendido da FLIP 2018, e também o primeiro livro da Hilda a figurar na Lista dos mais vendidos do PublishNews.
Em 2005, o livro foi todo musicado por Zeca Baleiro, gerando o disco literário Ode Descontínua e Remota para Flauta e Oboé - De Ariana para Dionísio, formado por canções que foram compostas para musicar a história do amor impossível de Ariana e Dionísio.